# Милх, Лев Романович
Лев Рома́нович Милх (1896 — 13 апреля 1938) — советский военный, политический и государственный деятель.

## Биография
Родился в городе Шавли Ковенской губернии. Отец, Рувим, работал землемером, семья бедствовала, для заработка мать уехала в Германию, где выучилась на стоматолога. Окончил школу в Ковно, в 1915 году поступил на юридический факультет Петербургского университета, но не доучился, так как был мобилизован. Окончил петергофскую школу прапорщиков, направлен на службу в Казанский военный округ.
В сентябре 1917 года вступил в РСДРП(б). После Октябрьской революции продолжал службу в Красной армии. В 1918 был военкомом Казанской губернии, в 1919 году стал начальником политического отдела 21-й стрелковой дивизии. В 1920-м году — начальник политического отдела 4-й армии, член РВС Черноморского укреплённого района, и. о. члена РВС 6-й армии.
Принимал участие в боях против чешских легионеров (1918), колчаковских (1919), деникинских войск (1920), отрядов Врангеля (1920), польской войны (1920), принимал участие в подавлении кронштадтского восстания (1921).
В 1920-м (по другим данным — в 1921) году стал секретарём райкома КП(б) в Донецкой губернии. С 1923 года работал в ЦК РКП(б) инструктором. В 1928 году стал заместителем заведующего организационно-распорядительным отделом ЦК ВКП(б).
С июля 1928 года по июль 1930 — ответственный секретарь Ульяновского окружного комитета ВКП(б).
В дальнейшем работал секретарём Средне-Волжского крайкома ВКП(б) по транспорту. Был делегатом XV Всероссийского съезда Советов рабочих, крестьянских и красноармейских депутатов (1931). С 9 октября 1932 по сентябрь 1933 был вторым секретарём Средне-Волжского краевого комитета ВКП(б).
В 1933—1936 годах работал начальником политического отдела Юго-Западной железной дороги, затем на аналогичной должности на Одесской железной дороге. Член ЦК КП(б) Украины. С июня 1936 — начальник Одесской железной дороги.
Лев Романович Милх был делегатом 10-й, 15-й, 16-й и 17-й партконференций, делегатом 10-го, 14-го, 15-го, 16-го и 17-го съездов партии, членом сессий ВЦИК 3-го и 15-го созыва.
В 1937 году был арестован, 13 апреля 1938 года расстрелян. Реабилитирован 8 сентября 1956 года Военной коллегией Верховного суда СССР Л. Р. Милх «посмертно за отсутствием состава преступления».
У Льва Романовича осталось три дочери, самая младшей при аресте отца был только месяц, что дало его жене Лидии Ивановне возможность ещё восемь месяцев провести на свободе. Впоследствии она также была арестована, осуждена, по воспоминаниям дочери вышла на свободу лишь после 1954 года. В 1956 году Лидия Милх была реабилитирована, восстановлена в партии, получила квартиру в Москве

## Награды
- Орден Красного Знамени (1922)[7];
- Орден Ленина (4 апреля 1936) — за перевыполнение государственного плана железнодорожных перевозок 1935 года и I квартала 1936 года, за достигнутые успехи в деле лучшего использования технических средств железнодорожного транспорта и его предприятий[4].